# سارانغاني
سارانغاني (بالإنجليزية: Sarangani)‏ هي محافظة تقع في الفلبين في SOCCSKSARGEN. يقدر عدد سكانها بـ 498,904 نسمة ومساحتها 3,601.25 كم2 .